# 1940–1941-es magyar férfi kosárlabda-bajnokság
Az 1940–1941-es magyar férfi kosárlabda-bajnokság a kilencedik magyar kosárlabda-bajnokság volt. Nyolc csapat indult el, a csapatok két kört játszottak. Azonos pontszám esetén helyosztó meccset játszottak.

## Tabella
| #  | Csapat                   | M  | Gy | V  | K+  | K-  | P  | Megjegyzés   |
| -- | ------------------------ | -- | -- | -- | --- | --- | -- | ------------ |
| 1. | BSzKRt SE                | 12 | 11 | 1  | 561 | 307 | 22 |              |
| 2. | BEAC                     | 12 | 8  | 4  | 415 | 385 | 16 |              |
| 3. | BSE                      | 12 | 8  | 4  | 350 | 303 | 16 |              |
| 4. | BBTE                     | 12 | 6  | 6  | 385 | 390 | 12 |              |
| 5. | Testnevelési Főiskola SC | 12 | 5  | 7  | 343 | 398 | 10 |              |
| 6. | MAFC                     | 12 | 3  | 9  | 293 | 356 | 6  |              |
| 7. | Vívó és Atlétikai Club   | 12 | 1  | 11 | 278 | 486 | 2  |              |
| -  | 252-es cserkészcsapat    | -  | -  | -  | -   | -   | -  | Visszalépett |

* M: Mérkőzés Gy: Győzelem V: Vereség K+: Dobott kosár K-: Kapott kosár P: Pont

## Helyosztó mérkőzés
2. helyért: BEAC-BSE 28:14

## II. osztály
1. BEAC 18, 2. MRTSE 16, 3. BBTE 16, 4. BSZKRT 14, 5. Gamma SE 10, 6. MAFC 8, 7. TFSC 0 pont. WMTK visszalépett. Helyosztó 2. hely: MRTSE-BBTE 51:35